# Emilio Segrè
Pour les articles homonymes, voir Segre.
Emilio Gino Segrè, né le 1er février 1905 à Tivoli et mort le 22 avril 1989 à Lafayette, est un physicien italien naturalisé américain. Lui et Owen Chamberlain sont colauréats du prix Nobel de physique de 1959 « pour leur découverte de l'antiproton ».

## Biographie
Emilio Segrè naît à Tivoli près de Rome dans une famille juive séfarade, d'un père, Giuseppe Segrè (1859-1944), industriel dans les manufactures de papier de la ville, et d'Amelia Treves (1868-1943). Il est élève à Tivoli, puis à Rome après le déménagement de sa famille en 1917. Il obtient son diplôme en juin 1922 et commence des études d'ingénieur à l'université La Sapienza.
En 1927, par l'intermédiaire de Franco Rasetti, Segrè rencontre Enrico Fermi, qui l'engage à étudier plutôt la physique nucléaire avec lui à l'Institut de physique théorique de la Sapienza, dirigé par Orso Mario Corbino, situé rue Panisperna. Sous la direction de Fermi et avec l'aide de son collègue Edoardo Amaldi, Segrè obtient son doctorat en 1928, avec une thèse portant sur des travaux expérimentaux de spectroscopie. Après son service militaire en 1928/1929, Segrè commence à étudier l'effet Zeeman dans certains métaux alcalins. Il est invité par Pieter Zeeman lui-même, à l'université d'Amsterdam, pour réaliser ses travaux. Il profite également d'une bourse Rockefeller pour étudier avec Otto Stern à l'université de Hambourg, où il travaille notamment avec Otto Frisch sur une variation de l'expérience de Stern et Gerlach pour prouver la quantification du spin. En 1932, Segrè obtient un poste de professeur assistant à la Sapienza où il fait partie du groupe des garçons de la rue Panisperna. 
Il rencontre en 1934 sa future femme, Elfriede Spiro (1907-1970), une juive ayant fui le nazisme en Allemagne, et l'épouse à la Grande synagogue de Rome le 2 février 1936. Ils auront trois enfants.
Il accepte ensuite un poste de professeur de physique à l'université de Palerme. En 1936, il se rend pour la première fois au laboratoire de radiation Berkeley d'Ernest Lawrence, où il s'intéresse au fonctionnement du cyclotron et emporte avec lui des morceaux de métaux irradiés par cet instrument. De retour à Palerme et avec l'aide du minéralogiste Carlo Perrier, il découvre dans les échantillons un grand nombre d'isotopes radioactifs. En 1937, dans un morceau de molybdène irradié envoyé par Lawrence, ils remarquent la présence d'un élément radioactif inconnu. En 1947, ils le baptiseront « technétium », le premier élément chimique produit artificiellement.
En juin 1938, Segrè est à nouveau en visite à Berkeley. Pendant son séjour, le gouvernement fasciste de Mussolini instaure des lois raciales l'empêchant de garder son poste de professeur. Face à cette situation et sentant la guerre imminente, il demande à sa famille de le rejoindre en Californie. Contraint à accepter un poste à Berkeley en deçà de ses capacités, il parvient néanmoins à des résultats importants : avec Glenn Seaborg, il isole l'isotope métastable du technétium (99mTc) ; avec Alexander Langsdorf et Chien-Shiung Wu, il découvre le xénon 135, dont le rôle de poison nucléaire sera vital à comprendre pour la réalisation des premières piles atomiques ; avec Dale Corson, Robert Cornog et Kenneth MacKenzie, il isole l'astate. Il aide également à la création du plutonium 239. Il manque de peu la découverte du neptunium et du prométhium.
Fin 1942, Robert Oppenheimer, qu'il connait depuis son premier voyage américain, lui demande de rejoindre le projet Manhattan. Ainsi, il dirige de 1943 à 1946 un groupe de recherche au laboratoire national de Los Alamos. Son objectif est de mesurer et de cataloguer la radioactivité de différents produits de fission afin de déterminer quel matériau est le plus adapté à la réalisation de la bombe atomique. Il sera également chargé de mesurer la radiation gamma issue de l'essai atomique Trinity.
La mère de Segrè est arrêtée par les nazis dans une rafle en octobre 1943 et son père meurt le 4 octobre 1944 sans qu'il n'ait pu les revoir. Lui et sa femme deviennent citoyens américains en 1944.
Segrè décide de retourner à Berkeley en janvier 1946, et y restera jusqu'à sa retraite en 1973, sauf pour quelques années à l'université de l'Illinois à Urbana-Champaign. En litige avec le gouvernement américain au sujet des brevets que lui et ses collègues avaient déposé avant et pendant la guerre sur la génération de neutrons et la synthèse du plutonium, il est finalement indemnisé au cours des années 1950. Il est élu à académie nationale des sciences en 1952 et à la Société américaine de philosophie en 1963.
Avec son ancien élève Owen Chamberlain et d'autres à Berkeley, il s'intéresse à l'antiproton, antiparticule prédite par Paul Dirac en 1933 mais encore jamais détectée. Grâce au Bevatron, un accélérateur de particules de 6 GeV nouvellement construit dans ce but, Chamberlain, Segrè, Clyde Wiegand et Thomas Ypsilantis parviennent à l'observer en 1955. Cette découverte leur vaudra (aux deux premiers seulement) le prix Nobel de physique 1959.
Sa femme Elfriede meurt le 16 octobre 1970. Il se remarie avec Rosa Mines (1926-1997) en février 1972. Après sa retraite à Berkeley, Segrè enseigne encore une année en 1974/1975 à la Sapienza de Rome. Il meurt le 22 avril 1989 non loin de son domicile à Lafayette en Californie. S'intéressant à l'histoire des sciences, il a écrit plusieurs livres et pris beaucoup de photographies documentant ses recherches et celles de ses collègues. Beaucoup de ces témoignages sont actuellement dans les collections de l'American Institute of Physics.

## Apports scientifiques
Segrè a découvert le technétium, premier élément artificiel, en 1936, l'astate en 1940 et plus tard le plutonium 239 dont il démontre la fissibilité analogue à celle de l'uranium 235 (le plutonium 239 sera utilisé dans la première bombe atomique, Gadget, testée lors de l’essai Trinity le 16 juillet 1945 au Nouveau-Mexique, puis dans la bombe Fat Man, elle aussi américaine, larguée sur Nagasaki le 9 août 1945). Codécouvreur avec l'Américain Owen Chamberlain de l'antiproton, la particule de même masse que le proton mais de charge électrique opposée, il sera récompensé, ainsi que son confrère, par le prix Nobel de physique en 1959.

## Ouvrages
- Nuclei and Particles, 1964.
- Enrico Fermi, Physicist, University of Chicago Press, 1970.
- From X-rays to Quarks: Modern Physicists and Their Discoveries, Dover Publications, 1980. Traduit de l'anglais par Patrick Leroux Hugo sous le titre Les Physiciens modernes et leurs découvertes, Fayard, 1984
- Personaggi e scoperte della fisica classica, Arnoldo Mondadori Editore, 1983. Traduit de l'anglais par Suzanne de Cheveigné sous le titre Les Physiciens classiques et leurs découvertes, Fayard, 1987
- A Mind Always in Motion: The Autobiography of Emilio Segrè, University of California Press, 1993